# Diou (Allier)
Diou ist eine französische Gemeinde mit 1354 Einwohnern (Stand: 1. Januar 2022) im Département Allier in der Region Auvergne-Rhône-Alpes. Sie gehört zum Arrondissement Vichy und zum Gemeindeverband Entr’Allier Besbre et Loire. Die Bewohner werden Diouxois und Diouxoises genannt.

## Lage
Die Gemeinde Diou liegt am linken Ufer einer markanten Flussbiegung der Loire am Nordrand der Landschaft Sologne Bourbonnaise, etwa 30 Kilometer östlich von Moulins und 20 Kilometer nordwestlich von Digoin. Nachbargemeinden von Diou sind Saint-Aubin-sur-Loire im Norden, Gilly-sur-Loire im Nordosten, Pierrefitte-sur-Loire im Südosten, Saligny-sur-Roudon im Süden, Saint-Pourçain-sur-Besbre im Südwesten sowie Dompierre-sur-Besbre im Westen. Da die Loire hier die Grenze zur Region Bourgogne-Franche-Comté bildet, liegen die Gemeinden im Norden und Nordosten bereits im benachbarten Département Saône-et-Loire. Hydrologisch dominieren die Loire und der sie begleitende Loire-Seitenkanal. Aber auch die Flüsse Roudon und Besbre durchqueren das Gemeindegebiet und münden im äußersten Nordwesten als linke Zuflüsse in die Loire.

## Geschichte

### Antike
Man geht davon aus, dass Gaius Iulius Caesar hier im Jahr 52 v. Chr. ein sogenanntes impedimenta einrichten ließ, bevor er sich nach Gergovia aufmachte. In einem solchen Lager wurde alles aufbewahrt, was nicht für die Schlacht geeignet war, also Getreide, öffentliche Gelder (Sold), Geiseln und Ersatzpferde. Die Haeduer, in deren Stammesgebiet das Lager lag, revoltierten und eroberten es im selben Jahr. Caesar selbst schreibt von dem oppidum als Noviodunum Haeduorum. Lange Zeit setzt man Noviodunum mit dem heutigen Nevers gleich, was nun aber strittig ist.

### Bevölkerungsentwicklung
| Jahr                       | 1968 | 1975 | 1982 | 1990 | 1999 | 2006 | 2015 | 2022 |
| Einwohner                  | 1602 | 1649 | 1705 | 1650 | 1553 | 1505 | 1404 | 1354 |
| Quellen: Cassini und INSEE |      |      |      |      |      |      |      |      |

## Sehenswürdigkeiten
- Kloster Sept-Fons an der Grenze zur Nachbargemeinde Dompierre-sur-Besbre
- Kirche Saint-Cyr undSainte-Juliette

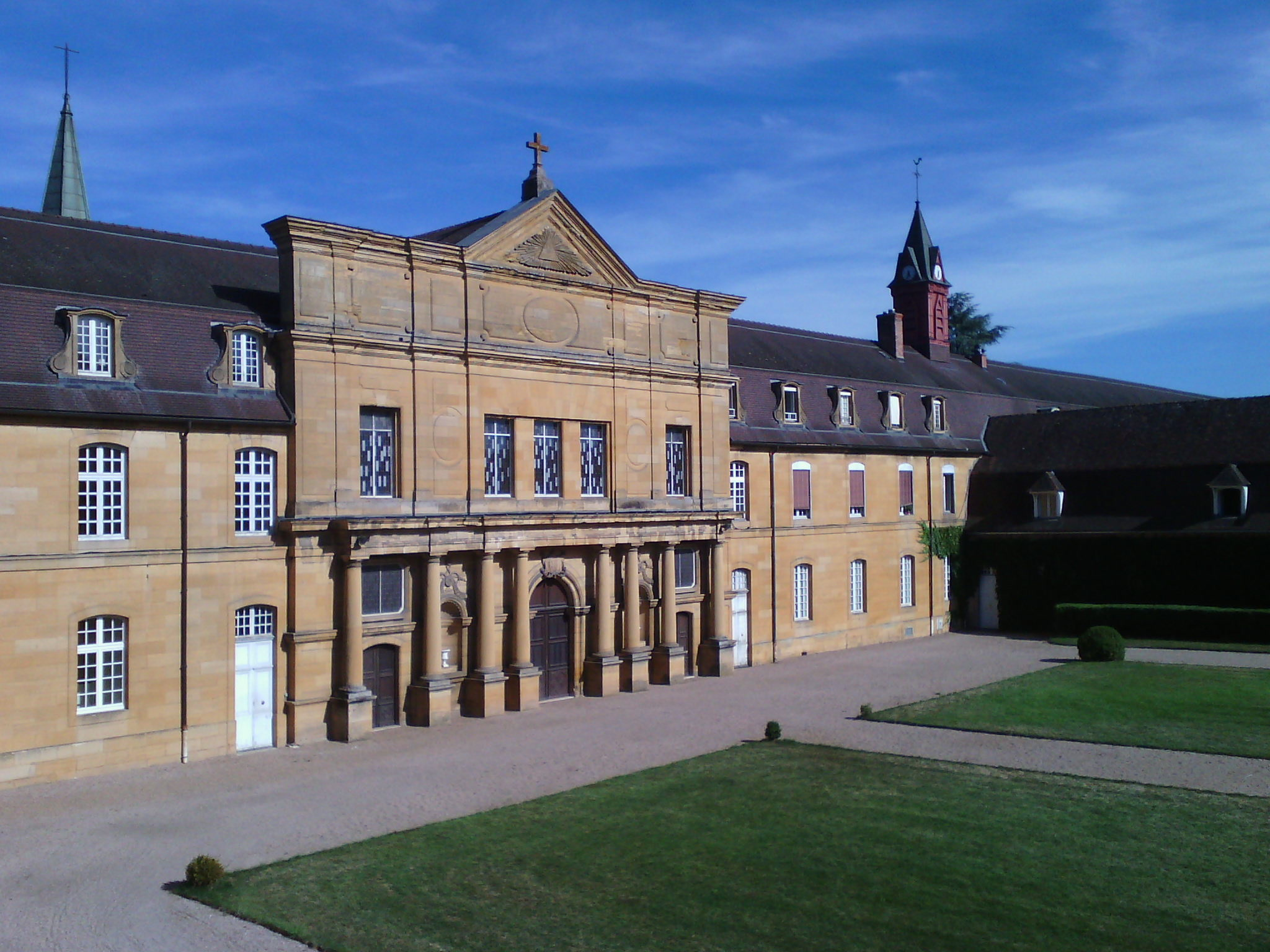
Kloster Sept-Fons
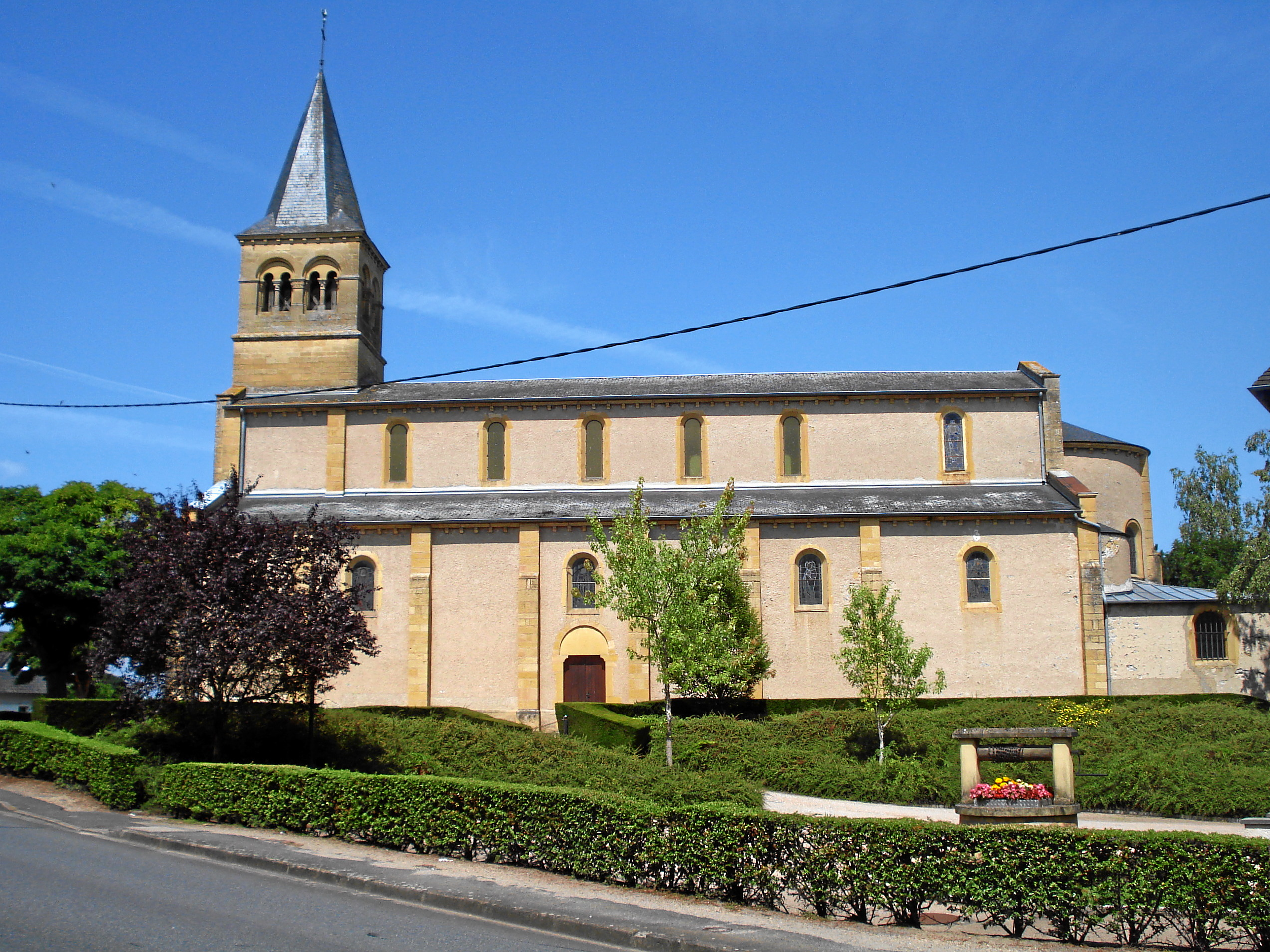
Kirche Saint-Cyr undSainte-Juliette
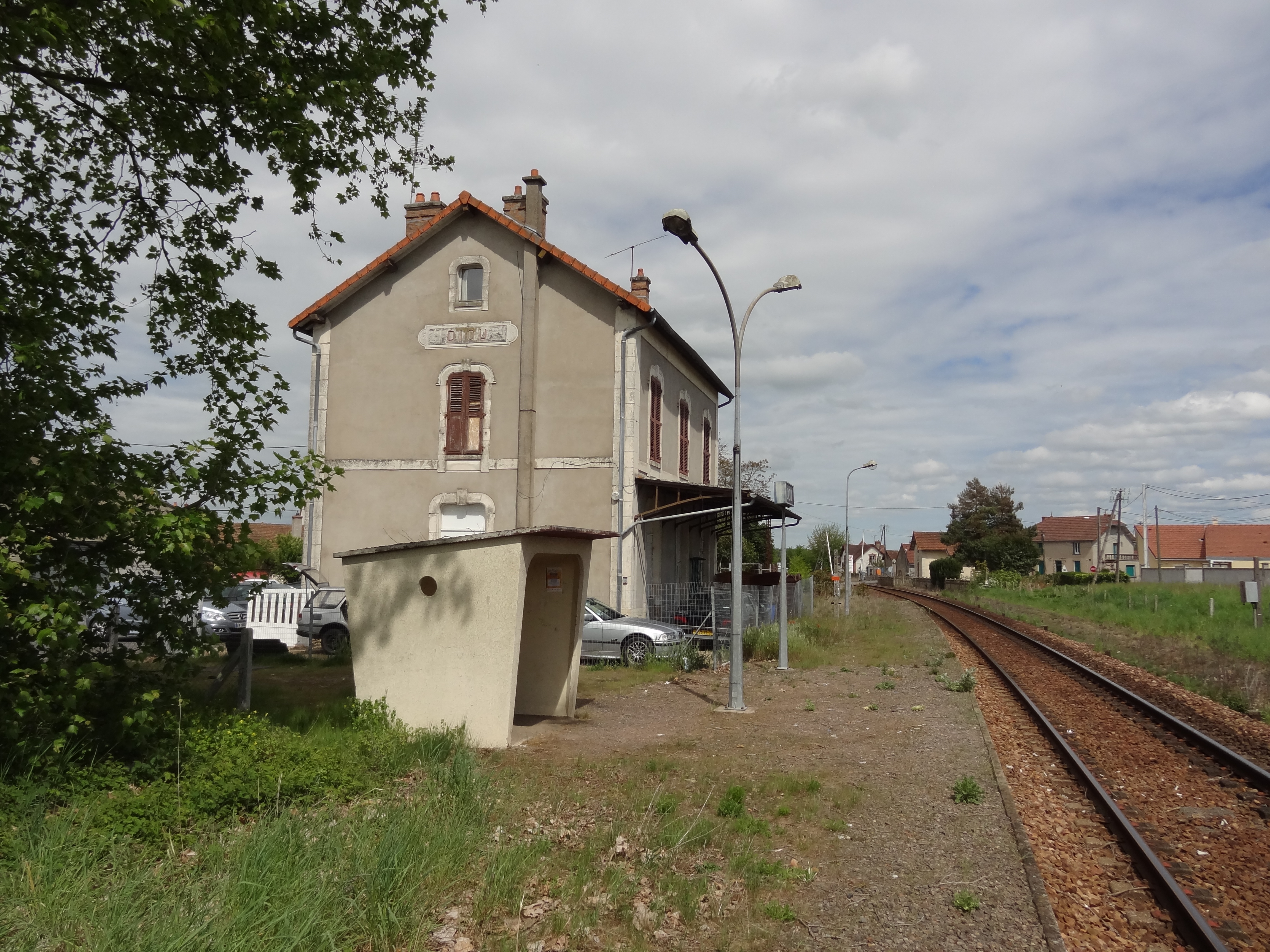
Ehemaliger Bahnhof
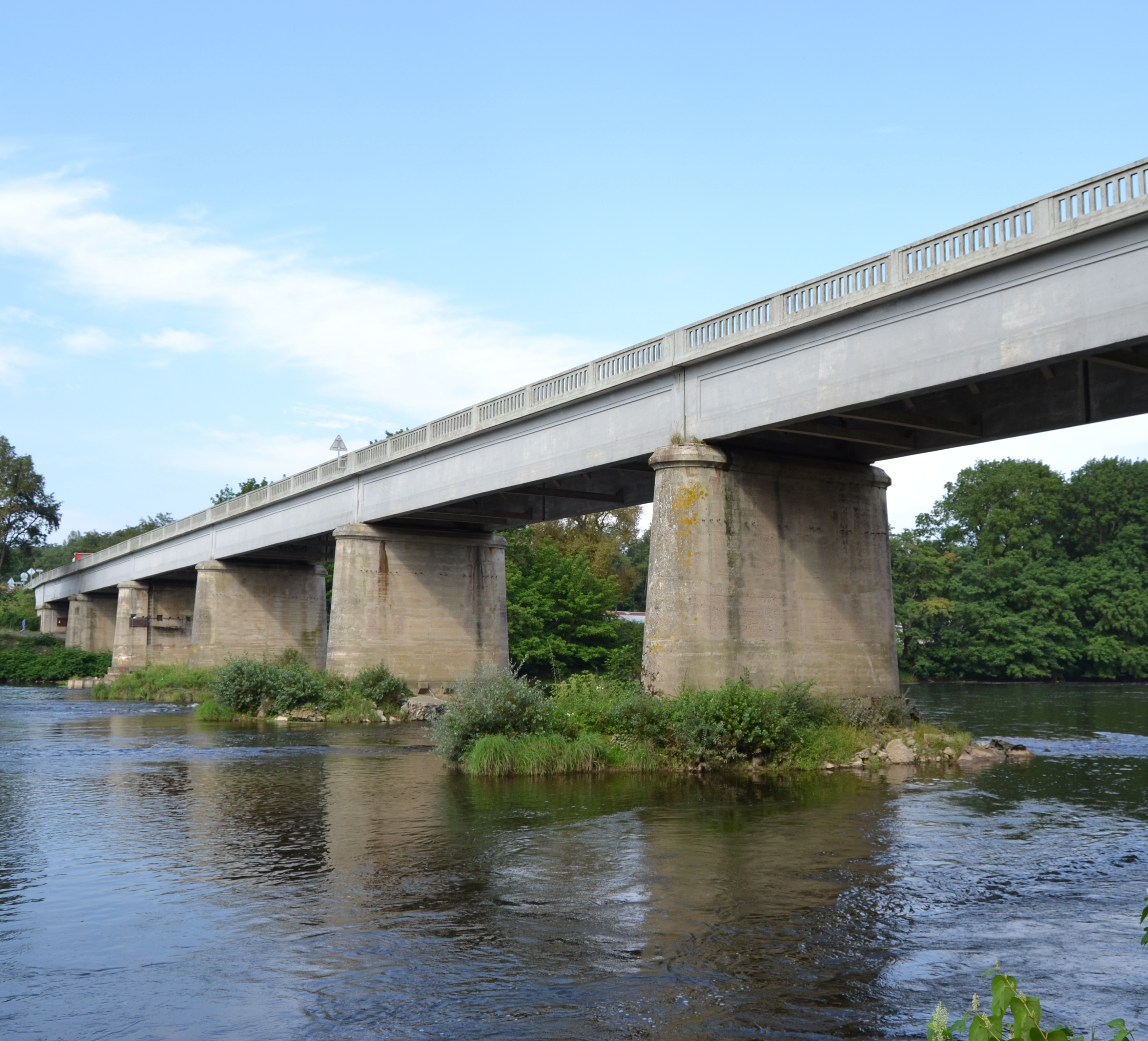
Straßenbrücke über die Loire
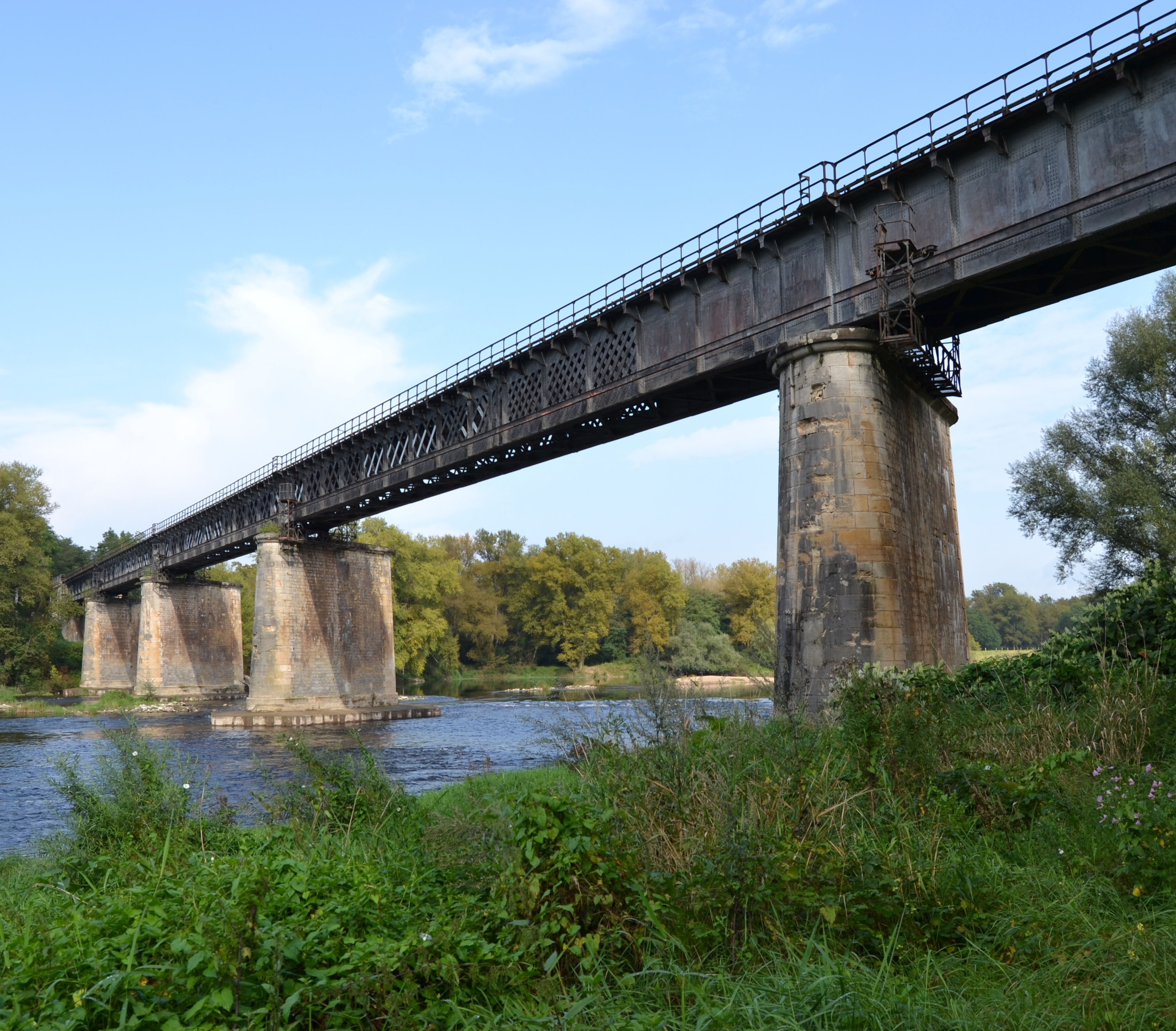
Eisenbahnbrücke über die Loire

## Verkehrsanbindung
Eine höherrangige Straßenverbindung ist mit der Nationalstraße 79 gegeben, die zwischen Diou und Dompierre-sur-Besbre verläuft und damit beide Orte versorgt. Diou verfügt auch über einen Bahnhof an der Eisenbahnstrecke von Moulins nach Mâcon. Selbst auf dem Wasserweg ist Diou erreichbar: zwar ist die Loire selbst nicht schiffbar, der Loire-Seitenkanal ist jedoch für Pénichen, sowie Sport- und Hausboote befahrbar, was auch für den Tourismus interessant ist. In Diou befindet sich ein Liegeplatz für Boote am Kanal.

## Belege
1. ↑  Christian Goudineau, Vincent Guichard, Michel Reddé, Susanne Sievers, Henry Soulhoul: Caesar und Vercingetorix. 2. Auflage. Philipp von Zabern, Mainz 2003, ISBN 3-8053-2629-7, S. 36.
2. ↑  Caesar: De Bello Gallico, VII 55